# Tomáš Šach
Tomáš Šach (Praga, Checoslovaquia, 22 de julio de 1947) es un deportista checoslovaco que compitió en piragüismo en la modalidad de aguas tranquilas. Ganó dos medallas en el Campeonato Mundial de Piragüismo en los años 1974 y 1975.
Participó en los Juegos Olímpicos de Montreal 1976, donde finalizó sexto en la prueba de C2 1000 m y octavo en la prueba de C2 500 m.

## Palmarés internacional
| Campeonato Mundial | Campeonato Mundial        | Campeonato Mundial | Campeonato Mundial |
| Año                | Lugar                     | Medalla            | Evento             |
| ------------------ | ------------------------- | ------------------ | ------------------ |
| 1974               | Ciudad de México (México) | Medalla de bronce  | C2 500 m           |
| 1975               | Belgrado (Yugoslavia)     | Medalla de plata   | C2 500 m           |